# Román Matito
Román Matito Domingo (Huelva, 2 de febrero de 1928 - Valladolid, 16 de mayo de 2006) fue un futbolista español. Jugaba en la posición de defensa y desarrolló la mayor parte de su carrera deportiva en el Real Valladolid, militando también en el Atlético Tetuán, el Atlético de Huelva y el Atlético Baleares.
Fue integrante de uno de los conjuntos más importantes de la historia de la entidad blanquivioleta, conformando junto a Paco y Rafa Lesmes el "Muro de Pisuerga", nombre con el que se conoció la defensa del Real Valladolid en los años 1950.
Su papel en aquella defensa, también conocida como "la zaga mora", por la procedencia africana de sus integrantes (Ceuta los hermanos Lesmes y Tetuán Matito) hizo que fuera convocado por Ramón Melcón, seleccionador, para disputar el España-Inglaterra celebrado el 18 de mayo de 1955 y que se saldó con empate a un gol. Se convirtió así en el tercer jugador del Real Valladolid en convertirse en internacional.
Disputó un total de once temporadas con la camiseta blanquivioleta, siendo prácticamente indiscutible en el once de dos generaciones de jugadores para terminar retirándose en el Atlético Baleares.
Es el quinto jugador con más partidos oficiales disputados en la historia del Real Valladolid (noviembre de 2022).